# Adolfo Suárez
Adolfo Suárez González, książę Suarez (ur. 25 września 1932 w Cebreros, zm. 23 marca 2014 w Madrycie) – hiszpański polityk i prawnik, w latach 1976–1981 premier Hiszpanii, parlamentarzysta, lider ugrupowań UCD i CDS. Jedna z głównych postaci hiszpańskiego procesu demokratyzacji.

## Życiorys
Urodził się w prowincji Ávila jako syn Hipólita Suáreza Guerry i Herminii González Prados. Był najstarszym z pięciorga ich dzieci. Ukończył prawo na Uniwersytecie w Salamance (1954). Doktoryzował się później z tej samej dziedziny na Uniwersytecie Complutense w Madrycie.
Początkowo pracował w administracji rządowej w rodzinnej prowincji. Został aktywnym działaczem frankistowskiego ruchu Movimiento Nacional (politycznej reprezentacji jedynej legalnie działającej w okresie dyktatury partii FET y de las JONS). W 1958 został zatrudniony w sekretariacie generalnym tej organizacji, m.in. kierował gabinetem zastępcy jej sekretarza generalnego. W 1965 objął dyrektorskie stanowisko w strukturze RTVE, a w 1967 otrzymał nominację w skład frankistowskiego parlamentu. W latach 1968–1969 kierował administracją prowincji Segowia. Następnie do 1973 był dyrektorem generalnym państwowego radia i telewizji RTVE. Później kierował państwową agencją turystyczną Entursa i pełnił funkcję zastępcy sekretarza generalnego Movimiento Nacional. W grudniu 1975 stanął na czele tej organizacji jako jej sekretarz generalny, wchodząc z urzędu jako minister w skład rządu Carlosa Ariasa Navarro. Funkcję tę pełnił przez kilka miesięcy.
Jego nominacja zbiegła się z początkiem zmian w Hiszpanii. W listopadzie 1975 zmarł generał Francisco Franco, na tron wstąpił wówczas Jan Karol I. Król okazał się zwolennikiem demokratyzacji kraju. Jego główny doradca, Torcuato Fernández-Miranda, przedstawił mu kandydatów na nowego premiera, wśród nich Adolfa Suáreza. Polityk zwrócił na siebie uwagę, gdy w czerwcu 1976 w parlamencie bronił projektu ustawy o stowarzyszeniach liberalizującej przepisy w tym zakresie. 3 lipca 1976 Adolfo Suárez objął urząd premiera, co wywołało protesty konserwatywnych frankistów. Nowy premier stał się głównym orędownikiem reform politycznych, kilka dni po nominacji zapowiedział dążenie do demokratyzacji ustroju, zobowiązał się także w ciągu roku przeprowadzić wolne wybory. W sierpniu ogłosił zwolnienie więźniów politycznych (w tym komunistów), zaczął też konsultacje z przywódcami nadal nielegalnej opozycji. Wkrótce pozbył się z rządu wicepremiera, generała Fernanda de Santiago, zapobiegając podejmowanej przez tegoż próbie przeciągnięcia wojska na stronę przeciwników reform. W listopadzie premier i przewodniczący parlamentu doprowadzili do rozpisania ogólnokrajowego referendum na temat reform, dla których poparcie zadeklarowało 94% głosujących.
W kwietniu 1977 rozwiązany został Movimiento Nacional. W tym samym miesiącu zalegalizowana została ostatecznie Komunistyczna Partia Hiszpanii. Do zaplanowanych na czerwiec wyborów do konstytuanty stanął zaś na czele koalicji partii centroprawicowych pod nazwą Unia Demokratycznego Centrum (UCD). Uzyskał wówczas mandat poselski, a kierowane przez niego ugrupowanie wygrało wybory, uzyskując 165 mandatów. Unia przekształciła się w tym samym roku w partię z urzędującym premierem na czele. W lipcu 1977 Adolfo Suárez stworzył swój kolejny gabinet – pierwszy w pełni demokratyczny rząd od czasu Drugiej Republiki Hiszpańskiej. W grudniu 1978 w referendum zaakceptowany został przygotowany projekt konstytucji, ustanawiającej monarchię, swobody obywatelskie, działalność partii i związków, samorządy regionalne.
W marcu 1979 centryści ponownie wygrali wybory, a ich lider został członkiem Kongresu Deputowanych I kadencji. W kwietniu tegoż roku ponownie stanął na czele rządu. Wkrótce Unia Demokratycznego Centrum zaczęła tracić poparcie, które zyskiwały ugrupowania socjalistów i ludowców. W styczniu 1981 po utracie pozycji w swojej partii podał się do dymisji. 23 lutego, gdy powołany na nowego premiera miał zostać Leopoldo Calvo-Sotelo, doszło do próby zamachu stanu ze strony grupy wojskowych (23-F). Grupa ta, pod wodzą Antonia Tejero, wtargnęła do siedziby parlamentu, strzelając na postrach w powietrze. Opór puczystom stawili wówczas wicepremier i generał Manuel Gutiérrez Mellado oraz Adolfo Suárez, spierając się z przywódcą puczu. W tym czasie król Jan Karol I odbywał telefoniczne rozmowy z dowódcami oddziałów, których przekonywał do odcięcia się do zamachowców. Ostatecznie następnego dnia pucz upadł. Dwa dni później Adolfo Suárez zakończył pełnienie funkcji premiera.
W 1981 ustąpił z przywództwa w UCD, a w 1982 wystąpił z partii, zakładając wówczas Centrum Demokratyczne i Społeczne (CDS), którym kierował do 1991. Partia nie odnosiła większych sukcesów w wyborach krajowych. Były premier uzyskiwał poselską reelekcję z jej ramienia w 1982, 1986 i 1989, rezygnując ostatecznie z mandatu deputowanego w 1991. Na początku lat 80. król nadał mu tytuł księcia Suárez. W latach 90. polityk zajmował się działalnością doradczą.

## Życie prywatne
Jego żoną była María Amparo Illana Elórtegui, która zmarła w 2001. Miał pięcioro dzieci: Maríę Amparo, Adolfa, Laurę, Sonsoles i Javiera.
W 2005 jego syn Adolfo Suárez Illana poinformował w hiszpańskiej telewizji, że ojciec cierpi na chorobę Alzheimera. Były premier zmarł 23 marca 2014.

## Odznaczenia
Hiszpańskie
- Komandoria Orderu Cywilnego Alfonsa X Mądrego (1967)[5]
- Krzyż Wielki Orderu Zasługi Cywilnej (1969)[6]
- Krzyż Wielki Orderu Zasługi Wojskowej (1970)[7]
- Krzyż Wielki Orderu Cywilnego Alfonsa X Mądrego (1971)[8]
- Krzyż Wielki Orderu Zasługi Morskiej (1972)[9]
- Krzyż Wielki Orderu Cisneros (1972)[10]
- Krzyż Wielki Orderu Izabeli Katolickiej (1973)[11]
- Krzyż Wielki Orderu Imperialnego Jarzma i Strzał (1975)[12]
- Krzyż Wielki Orderu Karola III (1978)[13]
- Łańcuch Orderu Złotego Runa (2007)[14]
- Łańcuch Orderu Karola III (pośmiertnie, 2014)[15][16]

Zagraniczne
- Krzyż Wielki Orderu Chrystusa (Portugalia, 1978)[17]
- Krzyż Wielki Orderu Wolności (Portugalia, 1996)[17]